# Bethalus limbatus
Bethalus limbatus är en kräftdjursart som först beskrevs av Brandt 1833.  Bethalus limbatus ingår i släktet Bethalus och familjen Armadillidae. Inga underarter finns listade i Catalogue of Life.